# 鈴木亜紀
鈴木 亜紀（すずき あき、1973年11月19日 - ）は、札幌テレビ放送の元女性アナウンサー。宮城県仙台市出身。血液型はO型。既婚。
筑波大学第一学群人文学類言語学主専攻英語学コース卒業後、1996年入社。中学校・高校の教員免許（英語一種）を取得している。
筑波大学時代には応援団チアリーダー部に所属。
2012年9月に第一子（女児）を出産し、2013年10月より復帰。2014年11月より第二子出産準備のため産休し、12月に長男を出産した。
2018年7月に他部署へ異動となった。人事部担当部次長から2025年7月に法務・コンプライアンス部長に異動。

## 過去の出演番組

### テレビ
- 朝6生ワイド（2004.4-2007.9.28、2005.10より水-金曜）
- シアターS（-2012.7）
- アフタヌーンジャーナル（日テレNEWS24） - STVからのニュース担当
- STVニュース（不定期）

### ラジオ
- オハヨー!ほっかいどう
- 奥山コーシンの日よういっぱい生ワイド
- 竹丸・なおこの花まる金曜日
  - ときめきワイド 喜瀬ひろしの電波中年（1999.4-1999.9）
  - みのや雅彦のときめきワイド（木・金曜 2010.4-2010.9）
- 北海道歌謡大作戦
- ヒートアップミュージック
- 写真はかくし芸!
- みのや雅彦のサンデーパラダイス（2000.10-2006.3.19）
- 9時ですリクエストプラザ（水・木曜→木・金曜 2001.7-2009.3、室田智美のリリーフ 2011.2.24）
- オハヨー!土曜日（2007.10-2010.3）
- サンデーミュージックファイター（2009.4-2010.4.4）
- ウイークエンドバラエティ 日高晤郎ショー
  - サテスタ歌謡曲（-2011.9）
  - ひるノリ歌謡曲（不定期） - 吉川典雄アナウンサーが休暇の場合に代役を務める。
- すこやか母子手帳
- 清水博正 ありがとうを言いたくて（2013.10-）
- 工藤じゅんきの十人十色
  - 水-金曜11時台（2010.10-2011.3）
  - 水-金曜11時台、同曜日10時台後半「家庭三昧座布団十枚」（2011.4-2011.9）
  - 全曜日11時台、同曜日10時台後半「家庭三昧座布団十枚」（2011.10-2012.7）
  - 木・金曜（2013.10-）

現在は担当ではないが、現在のアシスタントが休暇を取得し出演しない場合は代役を務めることがあった。
- STVニュース（不定期）
- ラジオオープニング・クロージング・ジャンクション